# ۱۹۶ (عدد)

عدد صد و نود و شش

۱۹۶(صد و نود و شش) یک عدد طبیعی است که بعد از ۱۹۵ و قبل از ۱۹۷ قرار دارد.